# T-331
La T-331 és la carretera que enllaça Ulldecona, a la comarca del (Montsià) amb Tortosa, a la del (Baix Ebre). Travessa els termes municipals d'Ulldecona, Freginals, Santa Bàrbara, la Galera, altre cop Santa Bàrbara, i, finalment, en el de Tortosa.
Comença a Ulldecona, a la plaça on hi ha la Casa de la Vila, a la cruïlla dels carrers del Comte Berenguer i de Jacint Verdaguer amb el Carrer Major. Segueix aquest darrer carrer de sortida del poble, cap al nord-est, i, ja fora del nucli de població, corre paral·lela pel nord-oest a les vies del Ferrocarril de Tortosa a Ulldecona. En poc més de 6 quilòmetres i mig, arriba al costat sud-est del veïnat de Les Ventalles, i poc després abandona el terme d'Ulldecona per entrar en el de Freginals. En quasi tres quilòmetres i mig més arriba a la cruïlla de la qual surt cap al sud-est la carretera local que mena al poble de Freginals en 1,2 quilòmetres. Al cap de poc més de mig quilòmetre deixa aquest terme municipal i entra en el de Santa Bàrbara, just després que la carretera gira per tal de seguir cap al nord.
Ja en terme de Santa Bàrbara, s'adreça cap a aquest poble, però passa breument per dins de l'extrem oriental del terme municipal de la Galera per tornar a entrar al cap de poc en el de Santa Bàrbara. Quan passa pel punt quilomètric 15 arriba a l'extrem oriental de la població de Santa Bàrbara, on enllaça amb les carreteres TP-3311, cap a ponent, i T-344, cap a llevant, a més de la nova carretera que circumval·la Santa Bàrbara pel sud. Des d'aquest lloc, la carretera continua cap al nord i en poc més de 2 quilòmetres i mig més arriba al límit del terme de Santa Bàrbara. Entra en el de Tortosa just en travessar el Barranc de Lledó i, per tant deixa enrere el Montsià per endinsar-se en el Baix Ebre. En quatre quilòmetres i mig més arriba al poble de Vinallop, just al nord del qual s'aboca en la carretera C-12.

## Millora i condicionament de 2009
Durant els anys 2009 i 2010 es van dur a terme obres de millora i condicionament en la major part del traçat de la carretera. Es van eixamplar els carrils, es van solucionar els problemes de drenatge que patia la rasant antiga, i s'executà un tram nou en variant a Santa Bàrbara.